# Konfetti (film fra 1912)
 For alternative betydninger, se Konfetti (flertydig). (Se også artikler, som begynder med Konfetti)
Konfetti eller Skinsygens Dæmon er en dansk stum dramafilm fra 1912 produceret af Det Skandinavisk-Russiske Handelshus instrueret af Vilhelm Glückstadt. 
Ifølge en anmeldelse fra 1912 er filmen et drama, der består af en række "karnevalsoptrin", mens en anden anmeldelse beskriver filmen som jalousidrama, hvor Gudrun Houlberg spiller en lægekone, der drevet af sin jalousi ændrer adfærd og bliver kørt over og dør. Robert Schyberg spiller en munk, der er forelsket i lægekonen. Conradsen bliver rost for sin humoristiske optræden.
Filmen havde dansk premiere den 9. september 1912 i Victoria-Teatret.

## Handling
Den unge kvinde Therese er forlovet med lægen Lucien Morin. Hun går i kirke med en veninde for at aflægge skriftemål. I kirken bliver hun set af en ung præst, der bliver forelsket i hende. Therese tager med veninden hjem til lægen, der som den galante kavaler han er, konverserer veninden, hvilket mishager Therese, men hun bliver hurtigt glad igen, men lægen bemærker Thereses skinsyge.  Therese og lægen bliver gift, og skindsygens dæmon har lejlighedsvist stukket sit ansigt frem. En dag undersøger lægen en kvindelig patient i sin praksis, og Therese må gå til sit værelse for at bede til sin helgen. Den unge præst kommer også forbi lægens konsultation, hvor han ser et fotografi af Therese, og da lægen er ude efter et glas vand, kysser præsten lidenskabeligt billedet. Da lægen kommer med glasset med vand, smider præsten i befippelse fotografiet fra sig, så det splintrer. 
Senere ved bordet fortæller lægen til Therese, at han ikke kan blive hjemme den eftermiddag. Therese mistænker ham for at ville tage til et karneval, da han har en karnevalsdragt, og da der skal holdes karneval i byen samme dag. Hun bønfalder ham om at blive hjemme, og ser nu også den tomme ramme, hvor fotografiet af hende tidligere sad. Fortvivlet opsøger hun sin skriftefader. Skriftefaderen trøster og formaner hende at tage tilbage til sin mand, og han beder den unge præst om at følge Therese hjem. På vej hjem ser de i byens karnevalsrummel et par løbske heste , som Therese forsøger at standse, men hun bliver selv revet ned og dødeligt sparket af den ene hest. THerese bringes på hospitalet. Nogle karnevalsgæster går til lægens praksis for at fortælle om det hændte, og lægen skynder sig på hospitalet. På vejen drysser nogle karnevalsgæster konfetti på ham. Da lægen ankommer, er Therese glad og de forsones i et kys, men så ser Therese konfettien på lægens jakke, og hun råber: "Du har været på karneval, gå!", hvorefter hun udånder. 

## Medvirkende
- Gudrun Houlberg - Therese Savain
- Emilie Sannom - En demimondedame
- Olaf Fønss - Morin, Thereses forlovede
- Robert Schyberg - En ung præst
- Valdemar Møller - Abbed Brice, skriftefader
- Hildur Møller